# SARSコロナウイルス2-オミクロン株
- 100,000 – 999,999
- 10,000 – 99,999
- 1,000 – 9,999
- 100 – 999
- 10 – 99
- 1 – 9
- 0

国別の確認済みオミクロン株の累積症例

オミクロン株とその他の主要または過去にSARSコロナウイルス2の懸念される変異株に指定された変異株。2021年12月1日のNextstrainのデータを基に遺伝距離によって放射状に拡大した木として描いたものである。

SARSコロナウイルス2-オミクロン株（サーズコロナウイルスツー オミクロンかぶ、英語: SARS-CoV-2 Omicron variant、別名: 系統 B.1.1.529）は、新型コロナウイルス感染症 (COVID-19) の原因ウイルスとして知られるSARSコロナウイルス2 (SARS-CoV-2) の変異株である。既知の最初の症例は、2021年11月24日に南アフリカ共和国から世界保健機関（WHO）に初めて報告された。
同年11月26日、WHOは懸念される変異株（VOC）に指定し、ギリシアアルファベットの15番目の文字オミクロン（ο:Omicron）を基にオミクロン株（Omicron variant）と命名した。
オミクロン株は多数の変異を持ち、いくつかの変異は新規のものであり、いくつかの変異はオミクロン株の発見時にほとんどのワクチンが標的に使用していたスパイクタンパク質に影響を与えるものである。この変異のレベルにより、伝染性、免疫回避、ワクチン耐性に関する懸念が浮上した。その結果、オミクロン株は短期間のうちに懸念される変異株に指定され、一部の国では感染拡大を遅らせるために南アフリカ共和国などアフリカの一部の国を対象とした渡航禁止令が導入された。
オミクロン株は2021年末から2022年にかけて、それまで主流の株であったデルタ株を置き換えて世界の主流株となった。また、BA.2やBA.4、BA.5など亜系統も出現しており、既存の系統から置き換わりつつ流行を度々引き起こしている。以降、2025年1月現在に至るまで、全世界で主流となっているのはオミクロン株の亜系統にあたるものである（#亜系統も参照）。

## 特徴

### 命名
2021年11月26日、WHOのSARS-CoV-2の進化に関するTechnical Advisory Groupは、PANGO識別子B.1.1.529を懸念される変異株と宣言し、ギリシア文字のオミクロン（ο:Omicron）として指定した。前のミュー株（μ:Mu）の次のギリシア文字であるニュー（ν:Nu）とクサイ/クシー（ξ:Xi）は飛ばされることになったが、理由はニューが英語の「New」と、クサイ/クシーの英語表記のXiが一般的な中国の姓(→en:Xi (surname))と混同しやすいためである。特にクサイ/クシーを飛ばすことについては、中国共産党総書記兼国家主席の習近平（Xi Jinping）の姓との重複を回避した可能性も指摘されたが、WHOは「クサイ（xi）は、よくある姓なので使用しなかった」、「我々は特定の文化、社会、国家、地域、民族、職業群に対する攻撃を防ぐ疾病の命名法に従っている」と説明している。
一部の英語話者の間では、ギリシア語のアルファベットに精通していないためか、変異株の名前が「オムニクロン（Omnicron）」と誤って発音されることがある。
GISAIDプロジェクトは識別子GR/484Aを割り当て、Nextstrainプロジェクトはclade識別子21Kを割り当てた。

### 変異

オミクロン株のゲノム配列

オミクロン株には多数の変異が存在し、科学者はいくつかの変異を懸念している。32の変異は、感染によって生成された抗体や広く投与されている多くのワクチンの主な抗原の標的となっている、スパイクタンパク質に影響がある。これらの変異の多くは、他の株では観察されていないものである。変異株は、30のアミノ酸の変化で特徴付けられる。元のウイルスと比較して、スパイクタンパク質に3つの小さな欠失と1つの小さな挿入がある。そのうち15個は受容体結合ドメイン (RBD)（残基319-541）にある。また、他のゲノム領域でも多くの変更や削除が行われている。注目すべき点は、SARS-CoV-2の感染力を増加させるフーリン切断部位に3つの変異を持っていることである。ゲノム領域における変異は、次のとおりである。
| 遺伝子                                        | アミノ酸 | 備考                                                                    |
| --------------------------------------------- | --- | ----------------------------------------------------------------------- |
| ORF1ab                                        | - nsp3: K38R, V1069I, Δ1265, L1266I, A1892T - nsp4: T492I - nsp5: P132H - nsp6: Δ105-107, A189V - nsp12: P323L - nsp14: I42V |                                                                         |
| コロナウイルススパイクタンパク質              | A67V, Δ69-70, T95I, G142D, Δ143-145, Δ211, L212I, ins214EPE, G339D, S371L, S373P, S375F, K417N, N440K, G446S, S477N, T478K, E484A, Q493R, G496S, Q498R, N501Y, Y505H, T547K, D614G, H655Y, N679K, P681H, N764K, D796Y, N856K, Q954H, N969K, L981F | 30のうちの半分（15）の変更は受容体結合ドメインに位置する（残基319–541） |
| コロナウイルスエンベロープタンパク質          | T9I |                                                                         |
| コロナウイルス膜タンパク質                    | D3G, Q19E, A63T |                                                                         |
| コロナウイルスヌクレオカプシドタンパク質      | P13L, Δ31-33, R203K, G204R |                                                                         |
| 出典: EDCD Threat Assessment Brief CoVariants | |                                                                         |

#### 亜系統
オミクロン株の亜系統として、2022年7月時点でBA.1/B.1.1.529.1やBA.2/B.1.1.529.2、BA.3/B.1.1.529.3、BA.4/B.1.1.529.4、BA.5/B.1.1.529.5などがある。それらは多くの変異を共有しているが、その内容は有意に異なる。
BA.1とBA.2は32の変異を共有しているが、28の相違がある。これにより、他のいくつかの主要な変異株とは異なり、BA.2はギリシャ文字に基づいて独自の名前を付ける必要があることが示唆されている。BA.2は2022年2月から5月頃にかけて世界中で流行した。
多種類に分岐したオミクロン株亜系統がデルタ株などの既存変異株をほぼ置き換えたことなどから、WHOは2023年3月に「懸念される変異株 (VOC)」「注目すべき変異株 (VOI) 」「監視すべき変異株 (VUM)」をより具体的に指定できるよう定義を見直した。2023年5月17日時点で指定されているVOI (2種)とVUM (7種)はいずれもオミクロン株亜系統である。
BA.2.12.1は2021年12月にアメリカ合衆国で検出され、L452Q変異などを有している。2022年3月中旬以降、同国のニューヨーク州など東海岸を中心に流行し、6月頃にかけて同国全体や中南米の一部の国などで主流の系統となっている。また、BA.2.75（通称ケンタウロス）は2022年5月にインドで検出され、L452やQ493Rの変異はないが元のBA.2と比較してスパイクタンパク質に多くの変異を有している。このため細胞とより結合しやすい可能性も指摘され、ワクチン接種や過去の感染によって形成された中和抗体からの逃避により感染の拡大が懸念された。同国では8月頃にかけて後述のBA.5を押しのけ主流の系統となっている。
一方、BA.4とBA.5はいずれも2022年1月に南アフリカ共和国で検出され、多くの変異はBA.2系統と共通しているもののスパイクタンパク質に69/70欠失があり、デルタ株などにも見られたL452R変異などを有している。このうちBA.5系統は同年6月以降、ヨーロッパやアメリカ、アジアなど世界各国で感染が拡大しており、8月末時点で他の系統を置き換えて主流の系統となっている。
BA.2.75株の子孫株として出現したBJ.1株とBM.1.1.1株がスパイクタンパク質の受容体結合ドメイン(RBD)において遺伝子組換えを起こしたXBB株が2022年の6月中旬から7月上旬にかけて出現し、2022年の9月頃からインドを中心に急速に流行を拡大した。XBB株は実効再生産数の明確な上昇が観察された初のSARSコロナウイルス2変異株である。2023年2月にはXBB系統からEG.5系統（通称エリス）が初めて報告され、WHOは同年8月に注目すべき変異株(VOI)に指定した。
さらに2023年7月には、イスラエルとデンマークよりBA.2系統と比べてスパイクタンパク質にアミノ酸変異が30以上あるBA.2.86系統（通称：ピロラ、Pirola）が報告され、同年11月までには亜系統としてBA.2.86.1系統、BA.2.86.2系統、BA.2.86.3系統、JN系統、JQ系統が報告された。このうちJN.1/BA.2.86.1.1は2023年12月19日にWHOによりVOIに指定されている。
その後はJN.1系統の直系の子孫であるJN.1.11.1から派生したKP1.1、KP.2/JN.1.11.1.2が大きく流行し、特にKP.2は2024年4月末の時点でアメリカ合衆国において新型コロナ症例の約25％を占めるまでに急増した。この2種はFLiRTという別名が付けられている。この時点でJN系統も引き続き流行しており、JN.1のほかにJN.1.7、JN.1.13.1が見出されている。
FLiRTと同じくJN.1系統から派生したKP.3/JN.1.11.1.3、LB.1/JN.1.9.2.1、およびKP.2.3/JN.1.11.1.2.3は2024年6月の時点で流行が拡大している。KP.2とKP.3は親系統株にあたるJN.1変異株よりも高い免疫逃避能を保持しているほか、LB.1とKP.2.3はKP.2よりさらに高い免疫逃避能を保持していることが東京大学医科学研究所より報告されている。
KP.3の派生株であるKP.3.1.1/JN.1.11.1.3.1.1は2024年8月時点で世界各地で流行を拡大しつつあり、同年10月には感染拡大の主流となった。KP.3と比べてワクチン接種や過去の感染によって形成された中和抗体からの逃避能が高いほか、高い伝播力を有していると報告されている。さらにKS.1.1/JN.13.1.1.1とKP.3.3/JN.1.11.1.3.3の組換え体であるXECが2024年8月7日にドイツで初めて特定され、同年10月頃には急速に流行を拡大。KP.3に比べて高い中和抵抗性を示した。2025年1月の時点で、日本国内ではJN.1系統とXEC系統が並行して流行しており、XEC系統に増加傾向が見られるという状況になっている。2月は引き続きXEC系統が主流の一方、KP.3.1.1の派生株であるLP.8.1/JN.1.11.1.1.1.3.8.1が世界的に大きく流行した。LP8.1は2024年7月に検出され、JN.1変異株と比べて感染力は低いものの免疫逃避能が高く、XECよりも実効再生産数が高いとされ、2025年1月にWHOによりVUMに指定された。
XECやLP.8.1が主流となる中、JN.1と、別系統のオミクロン株亜種であるXDEとの組換えによってXDVが出現し、さらにこれを親系統株とするNB.1.8.1（通称ニンバス）が2025年5月にはシンガポールや香港などを中心に世界各地で急速に流行を拡大した。NB.1.8.1はXECやLP.8.1よりも実効再生産数が高いとされ、2025年5月23日にWHOによりVUMに指定された。

##### 旧分類
WHOによる監視中のVOC系統（VOC-LUM）のうち「監視中のオミクロン株亜系統」（Omicron subvariants under monitoring）として、2022年7月時点でBA.2系統のうちBA.2.12.1とBA.2.75（BA.2亜型）、さらにBA.4、BA.5が指定されていた。

#### 組換え体
デルタ株との組換え体（遺伝子の混ざり合いにより発生）であるXDおよびXFが発見されており、「デルタクロン」とも呼ばれている。また、BA.1とBA.2の組換え体XEも発見されている。これらは双方の特徴を持つ可能性もあるが、2022年3月時点では感染力や重症度、ワクチンの効果などについて詳細は明らかになっていない。

### ワクチン接種
WHOは、多数の変異が過去に感染またはワクチン接種を受けた人々の免疫を弱める可能性に懸念を示している。また、以前の変異株に比べてオミクロン株には免疫が効果的に働かない可能性もある。変異の効果は、もし存在するとしても、2021年11月末時点では未解明である。WHOは特にワクチン接種率が低い国で医療崩壊が起こる可能性を警告している。ワクチン接種率が低い場所では死亡率と罹患率が極めて高くなる可能性があるからである。WHOはすべての国にCOVID-19ワクチン接種率を上げるように促している。
カーディフ大学の疫学者Paul Morgan教授もワクチン接種を推奨しており、次のように述べている。
「免疫力の完全な喪失ではなく鈍化が最も可能性が高い結果です。ウイルスは、その表面のすべてのエピトープを喪失する可能性はありません。なぜならそれが起こった場合、スパイクタンパク質はそれ以上は機能しなくなるからです。したがって、以前のバージョンのウイルスに対して、またはワクチンに対して作成された抗体およびT細胞クローンの一部は効果がない可能性がありますが、残りは効果を維持します。免疫応答の半分、3分の2、またはそれ以外の場合もあるが効果はなく、半分が残っている場合は追加免疫が多いほど良いです。」
少なくとも発症予防効果はこれまでの変異株と比較しても接種後経時的に低下している。
2022年に入ると今後のさらなる流行の懸念などから、ファイザーやモデルナなどによりオミクロン株対応ワクチン（最終的には従来型ウイルスとオミクロン株の情報を組み込んだ2価ワクチンを選択）の開発・試験が進められ、ヨーロッパやアメリカ、日本などでは同年9月以降、順次接種が開始されている（ただし、開始当初はワクチンに組み込まれるオミクロン株の情報がアメリカではBA.4/BA.5系統ベース、日本ではBA.1系統ベースとなっており、国によって異なる）。

### 免疫
スパイクタンパク質の多くの変異は他の懸念される変異株にも存在し、伝染性の増加と免疫回避に関連している。計算モデルによれば、細胞性免疫を逃れる可能性が示唆されている。2021年11月26日、ECDCは回復期の血清とワクチンの中和能力の評価が、免疫回避の可能性を評価するために緊急に必要であるとして、これらのデータを2〜3週間以内に得ることが期待されると述べた。
2021年11月現在、オミクロン株が高レベルの免疫を持つ人々にどの程度広まるかは不明である。オミクロン株が軽症またはより重症のCOVID-19を引き起こすかどうかも不明である。製薬会社によれば、ワクチンは必要であれば約100日で新しい変異株と戦うように更新することができると考えられている。
南アフリカ共和国の国立伝染病研究所（en:National Institute for Communicable Diseases）の専門家であるAnne von Gottbergは、以前の変異株によって付与された免疫では、オミクロン株からの保護は得られないと考えている。

## 徴候と症状
変異株に特有の症状はまだ関連付けられておらず、他の変異株と同様に一部の感染者は無症状である。
South African Medical Association会長のAngelique Coetzeeは、最初にこの変異株に遭遇したのは、倦怠感と痛みはあるが、咳や嗅覚や味覚の変化がない患者だったと述べた。
Fergus Walshは、「南アフリカ共和国は平均年齢が若く、オミクロン株が入院を増やすことなく軽度の症状を引き起こしていると医師が報告していることは心強いことです。しかし、変異株の感染がCOVID-19に対して最も脆弱な高齢者のグループに移動したときに何が起こるかを確認する必要があります。」と書いている。しかし、WHOは、変異株に関するアップデートで、特定の変異株に起因するかどうかは特定できていないものの、「予備データは南アフリカ共和国で入院率が増加していることを示唆している」と述べた。

## 診断
現在のPCR検査は、オミクロン株を検出できる。一部の研究所は、幅広く使用されているPCR検査では3つの標的遺伝子のうちの1つが検出されない（「S遺伝子ターゲットの失敗」）ことを示している。しかし、アルファ株と同様に、部分的な検出でも変異株のマーカーとしては機能する。そのため、COVID-19迅速抗原検査はほとんどの場合に影響を受けない。

## 予防
WHOは、他の変異株と同様に、密閉された空間では十分に換気し、混雑や密接な接触を避け、適切なマスクを着用し、頻繁に手を洗い、ワクチン接種を受けることを推奨している。
WHOは各国に次のことを実行するように求めた。
- 広まっているSARS-CoV-2の変異株をよりよく理解するために、監視とシーケンスの取り組みを強化すること
- 完全なゲノム配列と関連するメタデータを、GISAIDなどの公開データベースに送信すること
- IHR（英語版）のメカニズムを通して、懸念すべきウイルスの感染に関連する最初の症例/クラスターをWHOに報告すること
- 懸念されるウイルスがCOVID-19の疫学、重症度、公衆衛生および社会的措置の有効性、診断方法、免疫応答、抗体中和、またはその他の関連する特徴に及ぼす潜在的な影響についての理解を深めるため、キャパシティが存在する場所では、国際社会と連携してフィールド調査と研究所による評価を実行すること

2021年11月26日、ビオンテックは、現在のワクチンが変異体に対して有効かどうか、そして必要に応じて更新されたワクチンを100日で出荷可能かどうかは2週間でわかると述べた。モデルナ、ジョンソン・エンド・ジョンソン、アストラゼネカも、ワクチンの有効性に対する変異株の影響を研究中である。同日、Novavaxは、オミクロン株向けの更新したワクチンを開発していると発表し、数週間以内にテストと製造の準備ができることが期待され、2回の接種が必要になると述べた。11月29日、シノバックは変異株に対する不活化ワクチンを迅速に大量生産できると述べ、新しいワクチンが必要かどうかを判断するために、研究のモニタリングと変異株のサンプルを収集していると述べた。ガマレヤ研究所は、スプートニク・ライトが変種株に対して効果的であると述べ、スプートニクVの適応を開始し、修正バージョンは45日で大量生産の準備ができる可能性があると述べた。
11月29日、WHOは、少数で予測可能な割合ではあるものの、ワクチン接種済みの人でも感染が予想されていると述べた。同日、ファイザーの最高経営責任者（CEO）のアルバート・ブーラは、ファイザーはRNAウイルス抗ウイルス薬のパキロビットの開発について、FDAの緊急使用許可に申し込んだこと、同社としてはオミクロン株の治療が可能であると考えていると述べた[要出典医学]。メルクとリッジバックは、オミクロン株による感染の治療向けに、RNAウイルス抗ウイルス薬のモルヌピラビルを評価中である。
11月30日、モデルナの最高経営責任者を務めるステファン・バンセルは、従来株に対する既存のワクチンの効果・免疫力がはるかに弱く、オミクロン株に特化したワクチンを製造するには数か月程度を要するとする警告を、イギリスの経済新聞フィナンシャル・タイムズへのインタビューで発した。

## 治療
副腎皮質ホルモンと抗IL-6レセプターは重症COVID-19の患者の管理に効果的であることが知られている。他の治療法の有効性への影響は現在評価中である。
モノクローナル抗体（moAb）治療に関連して、同様の試験や研究が行われている。in vitroの疑似型ウイルスデータに関する前臨床データは、高度に保存されたエピトープを使用するように設計された幾つかのmoAbが、オミクロン株の置換の主要な変異に対する中和活性を保持していることを示している。
また、葛根湯も治療に有効とされる。

## 疫学
オミクロン株の症例数は南アフリカ共和国全体、主にハウテン州で増加している。一部のエビデンスは、オミクロン株には再感染リスクの増加を示している。伝染性、死亡率、その他の要素を評価する研究が進行中である。この変異株とワクチン有効性の影響に関する証拠は調査中である。
2020年の同国の感染率は11月11日に最低になった。その後少し経った2021年の症例は1月中旬に最大となり、前年と同様に症例が11月11日に最低となったが、その後再び急速に増加し、11月25日までに4倍に増加した。
デルタ株と比較した伝染性については依然として大きな不確実性があるが、推測では100%から500％までの増加（2倍から6倍）の可能性がある。変異株が特定されたとき、同国では症例数は少なかったが増加していた。オミクロン株自体がデルタ変異株よりも伝染性が高いのか、あるいは明らかな急速な感染がスーパースプレッダーイベントなどの他の要因によるものなのかは、まだ明らかになっていない。
変異株は、2021年9月または10月に出現したと推定されている。同国は検査、ワクチン接種、回復などによって比較的COVID-19が存在しないと考えられていたが、最初の単一の症例以来、同国からの航空機の乗客のかなりの割合にすでに影響を及ぼしているように見えるため、懸念されている。これは、絶対的な成長が大きいことを示している。しかし、2020年には早くも現在の姿に変化していた可能性もある。

## 統計
症例を検出する可能性は、特に国のシーケンス率によって大幅に異なる（シーケンス率が最も高い国では約50％であるのに対して、シーケンスが最も低い国では、すべてのCOVID-19症例の0.05％未満しかシーケンスされていない）。たとえば、南アフリカ共和国は、ほとんどの西側諸国よりもかなり低い割合ではあるが、アフリカ大陸の他の国よりは非常に多くのサンプルをシーケンスにかけている。
| 国/領土                    | 2021年12月17日時点で確認された感染者数（GISAID） | 12月17日時点で確認された感染者数（その他の情報源） | 疑わしい症例数  |
| -------------------------- | ------------------------------------------------ | -------------------------------------------------- | --------------- |
| 南アフリカ                 | 1,247                                            |                                                    | 19,070          |
| イギリス                   | 5,000                                            | 14,909                                             | 200,000, 53,881 |
| デンマーク                 | 273                                              | 11,559                                             | -               |
| ノルウェー                 | 179                                              | 1,176                                              | -               |
| カナダ                     | 71                                               | 488                                                | 1,801           |
| アメリカ                   | 461                                              | 321                                                | –               |
| オーストラリア             | 344                                              | 280                                                | -               |
| ドイツ                     | 242                                              | 77                                                 | -               |
| オランダ                   | 151                                              | 105                                                | –               |
| ベルギー                   | 154                                              | 17                                                 | –               |
| フランス                   | 62                                               | 133                                                | –               |
| スイス                     | 130                                              | 13                                                 | –               |
| アルゼンチン               | 2                                                | 119                                                | 80              |
| 韓国                       | 9                                                | 114                                                | -               |
| イスラエル                 | 90                                               | 67                                                 | -               |
| ボツワナ                   | 84                                               | 23                                                 | –               |
| スペイン                   | 60                                               | 14                                                 | –               |
| 日本                       | 8                                                | 50                                                 | –               |
| インド                     | 40                                               | 50                                                 | –               |
| ジンバブエ                 | –                                                | 50                                                 | –               |
| ガーナ                     | 40                                               | 33                                                 | –               |
| アイルランド               | 32                                               | 39                                                 | –               |
| ポルトガル                 | 23                                               | 37                                                 | 6               |
| スウェーデン               | 52                                               | 28                                                 | –               |
| エストニア                 | –                                                | 26                                                 |                 |
| ナミビア                   | 17                                               | 18                                                 | –               |
| 香港                       | 18                                               | 8                                                  | –               |
| オーストリア               | 57                                               | 17                                                 | –               |
| ロシア                     | 3                                                | 16                                                 | –               |
| イタリア                   | 25                                               | 13                                                 | –               |
| ブラジル                   | 19                                               | 11                                                 | –               |
| アイスランド               | –                                                | 12                                                 | 4               |
| タイ                       | 12                                               | 11                                                 | 5               |
| ザンビア                   | –                                                | 11                                                 | –               |
| フィンランド               | 3                                                | 34                                                 |                 |
| ルーマニア                 | 2                                                | 13                                                 | –               |
| シンガポール               | 13                                               | 24                                                 | -               |
| ナイジェリア               | 11                                               | 6                                                  | –               |
| ウガンダ                   | –                                                | 7                                                  | –               |
| ルワンダ                   | 1                                                | 6                                                  | –               |
| トルコ                     | 3                                                | 6                                                  | –               |
| モンテネグロ               | 1                                                | 5                                                  | –               |
| スロベニア                 | 2                                                | 4                                                  | –               |
| ギリシャ                   | 2                                                | 3                                                  | –               |
| クロアチア                 | 2                                                | 3                                                  | –               |
| キプロス                   | –                                                | 3                                                  | –               |
| ケニア                     | –                                                | 3                                                  | –               |
| セネガル                   | 7                                                | 3                                                  | –               |
| マラウイ                   | 3                                                | 3                                                  | –               |
| パレスチナ自治区           | –                                                | 3                                                  | –               |
| 台湾                       | –                                                | 3                                                  | –               |
| スロバキア                 | 3                                                | 3                                                  | –               |
| フィジー                   | –                                                | 2                                                  | –               |
| ヨルダン                   | 4                                                | 2                                                  | –               |
| ラトビア                   | –                                                | 2                                                  | –               |
| レバノン                   | 4                                                | 2                                                  | –               |
| ネパール                   | 2                                                | 2                                                  | –               |
| フィリピン                 | 2                                                | 2                                                  | –               |
| レユニオン                 | 7                                                | 2                                                  | –               |
| バングラデシュ             | 2                                                | 2                                                  | –               |
| チェコ                     | 5                                                | 2                                                  | –               |
| チリ                       | 2                                                | 2                                                  | –               |
| ハンガリー                 | –                                                | 2                                                  | –               |
| リトアニア                 | 3                                                | 2                                                  | –               |
| モーリシャス               | –                                                | 2                                                  | –               |
| モザンビーク               | 17                                               | 2                                                  | –               |
| オマーン                   | –                                                | 2                                                  | –               |
| アルジェリア               | -                                                | 1                                                  | -               |
| バーレーン                 | -                                                | 1                                                  | -               |
| カンボジア                 | 1                                                | 1                                                  | -               |
| 中国                       | 1                                                | 2                                                  | -               |
| キューバ                   | -                                                | 1                                                  | -               |
| エクアドル                 | 1                                                | 1                                                  | -               |
| インドネシア               | 1                                                | 3                                                  | -               |
| クウェート                 | -                                                | 1                                                  | -               |
| リヒテンシュタイン         | 2                                                | 1                                                  | –               |
| ルクセンブルク             | 1                                                | 1                                                  | –               |
| マレーシア                 | 1                                                | 1                                                  | –               |
| モルディブ                 | 1                                                | 1                                                  | –               |
| メキシコ                   | 7                                                | 1                                                  | –               |
| モロッコ                   | –                                                | 1                                                  | –               |
| ニュージーランド           | 1                                                | 1                                                  | –               |
| パキスタン                 | 1                                                | 1                                                  | -               |
| ポーランド                 | 2                                                | 1                                                  | -               |
| プエルトリコ               | 3                                                | 1                                                  | -               |
| シエラレオネ               | 1                                                | 1                                                  | –               |
| サウジアラビア             | –                                                | 1                                                  | –               |
| スリランカ                 | 2                                                | 1                                                  | –               |
| トリニダード・トバゴ       | 1                                                | 1                                                  | –               |
| チュニジア                 | –                                                | 1                                                  | –               |
| アラブ首長国連邦           | –                                                | 1                                                  | –               |
| 全世界合計（91の国と領土） | 8,886                                            | 29,688                                             | >200,000        |

## 歴史

### 報告症例数
2021年11月24日、南アフリカ共和国からWHOにオミクロン株が初めて報告されたが、既知の最初のサンプルは、報道によると2021年11月9日にボツワナから収集されたとしている。その後、南アフリカ共和国でも検出され、1人の感染者は香港へ旅行していた。さらに、イスラエルでは、マラウィから帰国した1人の旅行者、南アフリカ共和国から帰国した2人、マダガスカルから帰国した1人の感染者が特定された。ベルギーで確認された1件の症例は、11月11日以前にエジプトで感染した可能性がある。
ボツワナから報告された初期の4つのすべての症例は、ワクチン接種が完了した個人に発生していた。イスラエルから報告された初期の3つの症例と1つの疑わしい症例のすべては、ワクチン接種が完了した個人に発生していた。ドイツの疑わしい症例の1つでもワクチン接種が完了していた。
11月27日、イギリスで2件、ドイツのミュンヘンで2件、イタリアのミラノで1件の症例が検出された。オランダの保険大臣は、アムステルダム・スキポール空港に到着した南アフリカ共和国（同国からの渡航を禁止する直前に離陸）からの2便の600人の乗客のうち61人がCOVID-19の検査で陽性の結果となり、その後そのうち13人がオミクロン株であることが判明した。オランダへの入国では、一般に、ワクチン接種、PCRテスト、感染からの回復が要求されている。1機は、オミクロン株が支配的となっているハウテン州ヨハネスブルグからの飛行機だった。新しく課された制限により、2機の乗客には検査と隔離が行われた。
11月28日、オーストラリアのシドニーで2件の症例が検出された。2人とも南アフリカ共和国からドーハ国際空港経由で前日にシドニーに到着していた。2人は完全にワクチン接種をしていたが、隔離状態だった。同国からの12人の他の旅行者たちも14日間の隔離に入っていたが、飛行機の他の約260人の乗客と乗組員は隔離するように指示された。デンマークに到着した南アフリカ共和国からの2人の旅行者は、COVID-19の検査で陽性だった。その後、11月28日に、オミクロン株に感染していることが確認された。同日、オーストリアも最初のオミクロン株を確認した。チェコ共和国では、ナミビアで過ごした旅行者から、オミクロン株の症例が報告された。カナダも、ナイジェリアからの旅行者からの2件の最初のオミクロン株の症例を報告し、これが北アメリカで初めて報告されたオミクロン株の症例となった。
11月29日、オーストラリアのノーザンテリトリーのダーウィンで陽性の症例が記録された。感染者は11月25日に南アフリカ共和国のヨハネスブルグからの本国送還飛行でダーウィンに到着し、検疫施設に運ばれ、そこで陽性検査が記録された。アフリカ南部からシンガポール経由でシドニーに旅行したさらに2人も陽性であった。ポルトガルは13のオミクロン株の症例を報告し、これらはすべてサッカークラブのメンバーだった。スウェーデンも11月29日に最初の症例を確認した。スペインも南アフリカ共和国から来た旅行者が最初の症例だった
11月30日、オーストラリアのシドニーで、旅行制限前にシドニーに到着する前にアフリカ南部を訪れた後、地元で行動していた人からの陽性症例が記録された。

### 市場の反応
オミクロン株による潜在的な経済的影響についての懸念により、2021年11月26日に旅行関連株に牽引されたダウ平均株価の2021年における最悪の低下を含む世界市場の落ち込みを招いた。ブレント原油とウェスト・テキサス・インターミディエイトの価格は、それぞれ10%と11.7%下落した。
暗号通貨市場も下落した。南アフリカランドも2021年の史上最低を記録し、米ドルに対して16ランド以上で取引され、11月時点の価値の6％を失った。

### 国際的な反応
2021年11月26日、WHOは各国に新しい旅行制限を課さないように忠告し、旅行対策に「リスクベースで科学的な」アプローチを取るように推奨した。同日、欧州疾病予防管理センター（ECDC）は、モデリングの結果、厳格な渡航禁止令によりヨーロッパ諸国への変異株の影響を2週間遅らせることが出来、各国が対策を行える可能性があると報告した。WHOの発表後の同日、変異株の特定に応じて、数カ国が南アフリカ共和国からの渡航禁止を発表した。そのうちアメリカ合衆国は、アフリカの8ヶ国からの渡航を禁止したが、特に、症例も検出されたヨーロッパ諸国・イスラエル・カナダ・オーストラリアからの渡航は禁止しなかった。南アフリカ共和国からの渡航を禁止したその他の国には、日本・カナダ・EU・イスラエル・オーストラリア・イギリス・シンガポールがある。ブラジルのブラジルの国家衛生監督庁は新しい変異株に関する渡航制限を推奨した。ニューヨーク州は、州でもアメリカ合衆国でもオミクロン株が検出されていないにも関わらず、オミクロン株の潜在的なスパイクに先駆けて緊急事態宣言を発表した。11月27日、スイスは、もともとのベルギーとイスラエルを含む、変異株が検出された国から到着するすべての訪問者に対して、義務的な検査と隔離を導入した。
この反応に対して、南アフリカ共和国の保険大臣のジョー・ファーラは、自国のパンデミックへの対応を擁護し、渡航禁止令はWHOの「規範と基準（norms and standards）」に反すると述べた。渡航の禁止は、同国の経済に重大な影響を与える可能性が高く、他の国々が新たな懸念される変異株の発見を隠す可能性がある。発展途上国でのワクチン接種率が低いと新しい変異株が出現する機会が生じ、また、こうした国々はワクチンを開発および生産するための知的財産権を獲得するのに苦労している。同時に、同国ではワクチン忌避や無関心のために接種が遅くなっており、2021年11月の時点で人口の35％しか完全なワクチン接種を受けていない。
11月29日、WHOは、この変異株は非常に高い世界的リスクと深刻な結果をもたらすこと、および優先度の高いグループへのワクチン接種を加速し、医療制度を強化することによって準備する必要があることを各国に警告した。WHOのテドロス・アダノム事務局長は、世界情勢を危険で不安定なものと表現し、現在のシステムは、各国が必然的に上陸する脅威に対して他の国々に警告するのを妨げるため、パンデミックの取り扱いに関する新たな合意を求めた。CEPIのリチャード・ハチェットCEOは、この変異株は低ワクチン接種地域でのウイルスの伝播が進化を加速させるという予測を満たすと述べた。
アメリカに到達するオミクロン株に備えて、ジョー・バイデン大統領は、変異株は「パニックではなく懸念の原因」であると述べ、政府は変異株に対する準備ができており、それを管理することを繰り返した。また大統領は、パンデミックの始まりに近い2020年のものと同様の大規模な封鎖は「今のところは選択肢にはない」と述べた。
12月中旬、カナダの複数の州で、集会やスポーツ大会等のイベントに対する制限が復活し、ワクチン接種命令の証明の施行が強化された。ブリティッシュコロンビア州は座らない「組織的な大晦日のイベント」を明示的に禁止した一方で、ケベック州は12月20日に部分的な封鎖を発表し、すべてのバー、カジノ、ジム、学校、劇場の閉鎖を命じ、レストランの収容人数と営業時間に制限を課し、プロスポーツイベントでの集客を禁止した。
12月18日、オランダ政府は休暇期間中の変異株の拡散を防ぐことを目的としたロックダウンを発表した。
12月下旬には、一部の国においては2回の接種では感染を止めるのに十分ではないとして、オミクロン株の流行に備えるために、ワクチンの追加接種の間隔を通常の6か月から英国・韓国・タイは3か月、ベルギーは4か月、フランス・シンガポール・台湾・イタリア・オーストラリアは5か月、フィンランドはリスクのあるグループに対して3か月に短縮した。抗体レベルは4か月で低下し始めるが、通常は接種間隔が長くなるほど、免疫系の反応が成熟するのに時間がかかる。

#### 各国の渡航制限
WHOによって懸念される変異株（VOC）に指定された2021年11月26日以降、各国で渡航制限が敷かれた。
 欧州連合
- 加盟国は、南アフリカ共和国とボツワナ、エスワティニ、レソト、モザンビーク、ナミビア、ジンバブエの7カ国からの渡航を制限することで合意した[247]。

 イギリス
- 11月26日午後12時から南アフリカ共和国、ナミビア、ジンバブエ、ボツワナ、レソト、エスワティニの6カ国からの渡航者に隔離を義務づけた[248]。

 スイス
- 11月29日までにベルギー、オランダ、チェコ、イギリス、デンマークを対象に、入国者にワクチン接種者であっても10日間の自己隔離を求めている。30日からはポルトガルを追加する[249]。

 アメリカ合衆国
- 11月29日から南アフリカ共和国、ボツワナ、ジンバブエ、ナミビア、レソト、エスワティニ、モザンビーク、マラウイの8カ国から、アメリカ市民と居住者を除き、渡航を制限する[250]。

 オーストラリア
- 南アフリカ共和国やジンバブエなど9か国からの渡航を制限すると発表した。帰国したオーストラリア人については14日間隔離される[251]。

 日本
- 政府は、11月27日午前0時から南アフリカ共和国、エスワティニ、ジンバブエ、ナミビア、ボツワナ、レソトの6カ国を対象に、入国後10日間、国が指定する宿泊施設に隔離する措置を行う[252]。27日午後、モザンビーク、マラウイ、ザンビアを加えた9カ国を対象とすると発表した[253]。
- 11月29日午後、30日午前0時から全世界を対象に外国人の入国を禁止すると発表した。また、オミクロン株が確認された国からの日本人の帰国については、10日間の隔離を求める[254]。

 フィリピン
- 11月27日、南アフリカ共和国、ボツワナ、エスワティニ、レソト、モザンビーク、ナミビア、ジンバブエからの入国を直ちに中断した。過去2週間の滞在歴がある場合も入国禁止とした[255]。
- 11月28日、入国禁止対象国にオーストリア、チェコ、ハンガリー、オランダ、スイス、ベルギー、イタリアの欧州7カ国を追加した。12月15日までの間、入国禁止とする[256]。

 シンガポール
- 11月27日午後11時59分以降、ボツワナ、エスワティニ、レソト、モザンビーク、ナミビア、ジンバブエからの入国者に10日間、南アフリカ共和国からの帰国者に7日間の専用施設での隔離を求める[257]。

 韓国
- アフリカ8カ国を対象として、28日午前0時から対象国から入国する自国民に10日間の隔離を義務づけ、対象国からの外国人の入国を禁止した[258]。

 中国
- マカオ
  - 11月28日午前0時以降、直近21日以内に南アフリカ共和国、ボツワナ、ジンバブエ、ナミビア、レソト、エスワニティ、モザンビーク、マラウイに滞在歴がある人のマカオ行き民間航空機への搭乗を禁止し、水際対策を強化した[259]。
- 香港
  - 11月26日に入国規制の強化を発表し、南部アフリカの8カ国からの外国人の入国を禁止した。香港人は、最初の7日間は政府の専用施設で隔離、さらに14日間を隔離ホテルで過ごすことになる[260]。

 インドネシア
- 11月29日から、過去14日間に南アフリカ共和国、ボツワナ、ナミビア、ジンバブエ、レソト、モザンビーク、エスワティニ、ナイジェリアに滞在したことのある渡航者を入国禁止し、インドネシア国民は、指定された施設で14日間隔離する。その他全ての渡航者についても、隔離期間を3日間から7日間に延長する[261]。

 タイ
- 12月から南アフリカ共和国、ボツワナ、ジンバブエ、ナミビア、レソト、エスワティニ、モザンビーク、マラウイなど8か国からの入国を制限する[262]。

 イスラエル
- 11月28日深夜以降、すべての外国人の入国を禁止すると発表した[263]。

 サウジアラビア
- 南アフリカ共和国、ボツワナ、エスワティニ、レソト、モザンビーク、ナミビア、ジンバブエからの入国を禁止する[264]。

 アラブ首長国連邦
- アフリカ7カ国からの旅行客の入国が禁止され、ドバイ国際空港を通じた乗り換えも制限する[264]

 ブラジル
- 11月27日、搭乗前14日間以内に南アフリカ共和国、ボツワナ、エスワティニ、レソト、ナミビア、ジンバブエを出発又は経由した外国人渡航者に対し、ブラジル行きの国際便への搭乗を禁止する措置を公布した[265]。

## 年表

### 2021年

#### 11月
- 9日 - SARSコロナウイルス2の新たな変異株「系統 B.1.1.529」の最初の検体が ボツワナで採取される[22][266]。
- 24日 -  南アフリカ共和国から世界保健機関 (WHO) に変異株「系統 B.1.1.529」が初めて報告された[4]。
- 25日 - 25日時点で 南アフリカ共和国、 香港、 ボツワナで変異株「系統 B.1.1.529」の感染者を確認[267][268][269]。

- 26日 -  イスラエルで初めて変異株の感染者を確認[270][271]。WHOが変異株「系統 B.1.1.529」を「オミクロン株」と命名、懸念される変異株に指定[272]。

- 27日 -  ベルギー、 ドイツ、 イギリス、 イタリアでオミクロン株の初の感染者を確認、 オランダで南ア発航空便の乗客61人の新型コロナウイルスの感染が確認され、オミクロン株の感染が見つかる可能性が高いとしている[273][274][275][276][277]。

- 28日 -  オランダで南ア発の航空便の乗客である61人の新型コロナウイルス感染者のうち、13人のオミクロン株の感染を初めて確認。 オーストラリア、 デンマーク、 カナダでオミクロン株の感染者を初めて確認[278][279][280]。 日本で、ナミビアから帰国した男性1人の新型コロナウイルスの陽性が28日夜に確認され、オミクロン株かどうかを確認する[281]。

- 29日 - G7の保健相緊急会合が開催[282]。 イギリスのスコットランドで、アフリカ南部周辺へ渡航歴のないオミクロン株の感染者が確認され、既に市中感染が起きている可能性が指摘される[283]。 ポルトガル、 チェコ、 オーストリア、 スウェーデン、 スペインでのオミクロン株の感染を確認[284][285][286]。

- 30日 -  日本の岸田文雄内閣総理大臣が前日の11月29日に発表した通り、外国人の観光目的などの不要不急の目的による入国処置を、それまでの南アフリカ共和国など、オミクロン株が確認されたアフリカ大陸の9か国を含め、全世界すべての国・地域を対象として同日午前0時（日本時間）をもって原則として禁止するとともに、日本人の帰国者に対する一定期間の待機・隔離処置についても、「オミクロン株が確認された9か国を含む14か国・地域から帰国を行う場合は厳格な隔離処置を行う」とした。日本国政府は、ビジネス目的での短期入国については11月8日から待期期間を3日間に短縮するほか、留学生・技能実習生についても原則条件付きながら入国を認めていた[287]。

- 同日 -  日本でオミクロン株の感染が初めて確認される。感染者はナミビア共和国から11月28日に帰国し、成田国際空港に到着した30代の男性。入国検査で、新型コロナウイルスの陽性反応が確認され、のちに詳細な解析をした結果、オミクロンであったことがわかった[288]。後藤茂之厚生労働大臣は同日の記者取材で、感染者がナミビアの外交官だと明らかにした[289]。

#### 12月
- 16日 - 毎日新聞が、空港の検疫施設以外で 日本初のオミクロンの市中感染者が東京都内で確認されたとの報道をし、松野博一官房長官は会見で「市中感染が発生したとは考えていない」と釈明した。その後毎日新聞はこの記事を取り消したうえで、記事内容を再精査して記事を再投稿したとされる[290]。
- 下旬 -  中国西安市でロックダウン（都市封鎖）を実施。市民に対して、最低限の人数による生活用品・食料品買い出しを除いた不要不急の外出を禁じるよう命じた[291]。

### 2022年

#### 1月
- 3日 -  中国河南省においても、上記の西安市と同様に、ロックダウンを実施し、すべての市民に対し不要不急の外出、路線バス・タクシーなどの公共交通機関を含む自動車類の運転を原則禁止するほか、学校・飲食店などの閉鎖命令を出した[292]。
- 上旬 - 動画投稿サイトに、 中国西安市のロックダウンによる原則外出禁止令を無視し、同市内から脱出しようと川を渡ろうとした男性をはじめ、多数の市民の摘発や、買い物に出かけようとした市民らが、地区の担当者らに殴られるなどといった暴行を加えられるという映像が投稿されている[293]。